# Сальтшён
Сальтшён — (швед. Saltsjön; дословно: «Солёное озеро») — залив Балтийского моря в восточной части Стокгольма.
С севера ограничен островом Сёдра-Юргорден. С запада соединён с озером Меларен, с которым соединяется двумя естественными протоками: Норрстрёмом («Северной протокой») к северу от стокгольмского Старого города и Сёдерстёмом («Южной протокой») к югу от него. Из Меларена ежегодно втекает 4,8 км³ воды. Солёность поверхностных вод Сальтшёна — от 0 до 5 ‰, на глубинах свыше 18 м — до 6,2 ‰.
Глубины в восточной части достигают 38 м.
Сальтшён судоходен для морских судов, через него проходят основные паромные линии, соединяющие Стокгольм с другими городами и странами, например, с Финляндией. В год по нему проходят около 50 тысяч судов.
Из водорослей в Сальтшёне преобладают диатомеи. Из донных животных — круглые черви. Наиболее распространённые виды птиц — лебедь-шипун, кряква, трясогузки, большая поганка, лысуха. Отмечено обитание северного кожанка.
Ихтиофауна представлена судаком, сигом, окунем, лещом, кумжей, лососем, угрем, треской, камбалой, щукой.